# Кенгерлинский район
Кенгерлинский район (Кангарлинский; (азерб. Kəngərli rayonu) — район в составе Нахичеванской Автономной Республики Азербайджана. Административный центр — посёлок Гывраг.

## Этимология
Название района происходит от названия тюркского племени кенгерли, которое поселилось к северу от реки Аракс примерно в 1500 году.

## История
Кенгерлинский район образован 19 марта 2004 года. В район вошли части Бабекского и Шарурского районов.

## География
Площадь территории района составляет 681,94 км2.
Рельеф гористый, поскольку район находится на Даралаязском нагорье.
Климат резко континентальный. Очень жаркое лето и очень холодная зима.
В 6 км от административного центра района — посёлка Гывраг протекает река Аракс.
На юге район граничит с Ираном, на севере — с Арменией.

## Административное деление
В состав района входят 10 сёл и один посёлок. Административными единицами района являются области Беюкдюз, Чалхангала, Хинджаб Бабекского района; посёлок Гывраг, сёла Гарабахлар, Юрдчу, Шахтахлы, Хок, Йени Керкин Шарурского района.

## Население
Численность населения района составляла 29,2 тыс. чел.. На 2020 год численность населения составила 32 700 чел.
На 1 января 2022 года численность населения составила 33 106 чел.

## Экономика
Основными занятиями жителей района являются птицеводство, разведение крупного и мелкого рогатого скота, виноградарство, выращивание зерновых, овощных, а также бахчевых культур.

## Достопримечательности
На территории района имеются курганы Чалхан Гала, пещера Газма; поселения Галаджиг (железный век), Говургала, Дамлама, Гуламлытепе, Балатепе, мечеть Джаме в селе Хок (XVIII век), полуподземная баня в селе Шахтахты (XIX век, архитектор — Иса Султан Шахтахтинский).
Одним из образцов нахичеванской архитектурной школы является комплекс Гарабаглар. В комплекс входят два минарета и склеп (16 м). Строительство минаретов датируется концом XII — началом XIII веков. Комплекс был построен архитектором Аджеми Нахичевани. Связующее звено между минаретами — баштаг был построен в XIV веке.